# 1400 Smith Street
1400 Smith Street – wieżowiec w Houston w Stanach zjednoczonych. Został zaprojektowany przez Lloyd Jones Brewer & Associates. Jego budowa zakończyła się w 1983. Ma 211 metrów wysokości i 50 pięter. Nigdy nie był to najwyższy budynek w mieście. Obecnie jest na 11 miejscu. W całym kraju jest poza 100 najwyższych budynków. Został wykonany w stylu późno modernistycznym. Dawniej budynek był siedzibą firmy Enron, jednej z największych kompanii gazowych w Stanach Zjednoczonych.